# Chequa
Chequa  (Cigwe, Cigwe', Jigwe, Chigwa, Chequah, Chequa. Oblici u množinama: Cigwe'k, Jigwek, etc.), Cigwe (češće se piše Chequa ili Chequah) je ptica grom kod Potawatoma, divovska mitološka ptica uobičajena za sjeverna i zapadna plemena. Grmljavina je uzrokovana udarcima Chequainih golemih krila. Prema Potawatomi legendi, pogled Chequa je fatalan. Iako su gromovi vrlo moćna bića, Chequa rijetko smeta ljudima, a Potawatomi ljudi su je tretirali s poštovanjem.